# Município de Lincoln (condado de Morrow, Ohio)
O município de Lincoln (em inglês: Lincoln Township) é um município localizado no condado de Morrow no estado estadounidense de Ohio. No ano de 2010 tinha uma população de 2.063 habitantes e uma densidade populacional de 34,79 pessoas por km².

## Geografia
O município de Lincoln encontra-se localizado nas coordenadas 40° 27′ 36″ N, 82° 50′ 55″ O. Segundo a Departamento do Censo dos Estados Unidos, o município tem uma superfície total de 59.3 km², da qual 59,28 km² correspondem a terra firme e (0,02 %) 0,01 km² é água.

## Demografia
Segundo o censo de 2010, tinha 2.063 habitantes residindo no município de Lincoln. A densidade populacional era de 34,79 hab./km². Dos 2.063 habitantes, o município de Lincoln estava composto pelo 97,92 % brancos, o 0,34 % eram afroamericanos, o 0,05 % eram amerindios, o 0,05 % eram insulares do Pacífico, o 0,48 % eram de outras raças e o 1,16 % eram de uma mistura de raças. Do total da população o 1,11 % eram hispanos ou latinos de qualquer raça.